# Making History II: The War of the World
Making History II: The War of the World est un jeu vidéo de stratégie au tour par tour développé et édité par Muzzy Lane, sorti en 2010 sur Windows et Mac.
Il fait suite à Making History: The Calm and the Storm.

## Accueil
- PC Gamer : 30 %[1]